# Léon Schwarz-Abrys
Léon Schwarz-Abrys est un artiste peintre autodidacte et écrivain, né Abraham Schwarz-Abrys le 5 avril 1905 à Sátoraljaújhely en Hongrie et mort à Paris 12e le 6 août 1990. Il arrive à Paris en 1930, vit successivement au 11, rue Nicolet à Montmartre et impasse Deschamps à Ménilmontant. Il signait ses tableaux S.Abrys ou SAbrys.

## Biographie
Léon Schwarz-Abrys est issu de l'extrême pauvreté : « le père est ouvrier agricole, la mère élève ses douze enfants, dont trois mourront de faim et deux se suicideront. Il ne va pas à l'école. Il est interné dans une maison de correction, puis dans un hôpital psychiatrique où il apprend des rudiments d'écriture et de dessin ». Il arrive en France en 1930 et peint en même temps qu'il exerce divers métiers : ouvrier dans une aciérie de la Nièvre puis dans une usine de caoutchouc à Clichy, plongeur dans une brasserie, peintre en bâtiment, puis décorateur. Il épouse Irène Setruk le 2 décembre 1937 et, en 1939, le Salon des Indépendants est sa première exposition avec des tableaux qui sont remarqués, divisant l'opinion en ce qu'ils sont recouverts d'allumettes et de clous, lui valant d'être durablement appelé « le peintre cloutiste ».
Engagé volontaire lors de la Seconde Guerre mondiale, il est fait prisonnier, puis libéré par erreur. Le 30 mars 1943, alors que la déportation et l'extermination des juifs d'Europe s'est systématisée, Léon-Schwarz Abrys trouve refuge en étant interné, à l'instar de Jean-Michel Atlan, au Centre hospitalier Sainte-Anne pour y séjourner jusqu'au 21 août 1944. C'est là que, ainsi que le feront plus tard Jeanne Socquet et Jean Rustin, il peint ses portraits d'êtres asilaires et désespérés.
En 1950, en même temps qu'il accroche ses tableaux à la Première exposition d'art psychopathologique qui se tient à l'hôpital Sainte-Anne (dans le cadre d'un congrès mondial), Schwarz-Abrys publie son premier roman (L'âne ne monte pas au cerisier), fortement autobiographique et qui, à l'instar des deux qui suivront en 1951 et 1955, est inspiré de ses deux années d'internement à Sainte-Anne. Selon Anatole Jakovsky, Schwarz-Abrys, qui fut bien « interné de son plein gré » ne présente en réalité ses œuvres aux côtés de peintures de « fous » que dans un raisonnable souci de modération du caractère transgressif et choquant de l'ensemble de l'exposition. Le premier roman toutefois, « voyage au bout de l'enfer alternant les séquences hallucinées et les bribes autobiographiques », vaut à Schwarz-Abrys d'être comparé par les critiques à Louis-Ferdinand Céline, Henry Miller et Antonin Artaud en même temps qu'il suscite par ses ambiguïtés auto-fictionnelles des réinterrogations sur les raisons de son enfermement passé à Sainte-Anne : s'est-il seulement caché des nazis ou n'était-il pas réellement fou ? Si certains, comme Anatole Jakovsky (pour qui notre artiste était uniquement caché), ont livré leur opinion sur cette question, elle fait toujours débat aujourd'hui : « Léon Schwarz-Abrys semble bien avoir trouvé, dans le miroitement de l'écriture, un lieu propice à l'effacement des frontières délimitant raison et folie, biographie et désir interprétatif ».
En janvier 1953, un fait divers est cité dans Paris Match : Schwarz-Abrys comparaît en justice pour avoir frappé Madame Paul Pétridès, épouse du marchand de tableaux. Mais c'est surtout là l'époque où la folie constitue un centre d'intérêt majeur de la scène artistique (avec le surréalisme et l'art brut) et intellectuelle (avec Michel Foucault qui compose alors Maladie mentale et psychologie - Histoire de la folie, première version de son Histoire de la folie à l'âge classique) et où Schwarz-Abrys devient célèbre. Et c'est dans ce dessein de se situer en corrélation avec « des fantasmes déjà incarnés avant lui par Van Gogh et Artaud » pense Anouck Cape, que les trois romans de notre artiste énoncent « une biographie traversée par le mythe de la folie », dans laquelle « il est extrêmement difficile de séparer le vrai du faux et, donc, de savoir si l'auteur est réellement frappé par les symptômes qu'il décrit ».
La folie en tant que thème médiatiquement porteur : c'est ce qu'énonce l'hebdomadaire Samedi Soir en organisant, en mai-juin 1953, en ses locaux du deuxième arrondissement de Paris, une exposition intitulée Schwarz Abrys - vingt toiles sur la folie. L'article par lequel André Hurtel annonce l'exposition ressemble à une promesse de sensationnel adressée à un grand public : « Entrer dans un asile pour y vivre parmi les déments dans le but d'y saisir le fond de la détresse humaine, telle est l'extraordinaire performance réalisée par le peintre Schwarz-Abrys. Pour la première fois, une grande partie de ses œuvres les plus hallucinantes seront réunies. Le paranoïaque, le névropathe et le mythomane s'y découvrent au milieu d'autres caractères brossés avec un réalisme brutal et une intensité poignante ».
La peinture de Léon Schwarz-Abrys ne reste cependant pas cloisonnée dans ce thème, sans pour autant s'en éloigner définitivement : en mai 1955, remarquant que notre artiste s'est rendu en villégiature à Saint-Affrique dont il a rapporté des paysages, la revue Connaissance des arts observe surtout qu'avec lui les rues, impasses et maisonnettes de Ménilmontant possèdent leur Utrillo. « Il a changé de sujet » confirme en 1956 Anatole Jakovsky, s'enthousiasmant néanmoins de ce que Schwarz-Abrys peigne, après une visite de la Bretagne, de très expressionnistes Épaves de bateaux et, thème auquel il va alors s'attacher durablement, des chevaux.
Le dernier retour vers les marginaux s'effectue en 1959 avec l'exposition à la Galerie Lhomond que Schwarz-Abrys intitule Un certain peuple du Panthéon et qui se constitue de personnages étranges qu'au cœur de Paris « il a vus et revus, dont il a noté la démarche, les gestes, et qu'il a ensuite recomposés de mémoire, chacun d'eux atteignant ainsi la valeur d'un symbole intensément vivant » : parmi des portraits intitulés Le demi-dément, La fleuriste, La dame et son homme, Le jeune voyou, l'artiste explique à propos de son christ de la rue d'Ulm qu'il s'agit « d'un Russe qui vit dans la pauvreté et se croit véritablement le fils de Dieu », à propos de La professeur universelle « qu'il a peint telle vieille demoiselle qui se croit être la science en personne et enseigne n'importe quelle matière à des élèves soumis » : tableaux, commente Henri Héraut, « brossés d'un pinceau énergique et nous portant à réfléchir sur nous et sur la destinée de notre civilisation désaxée ».
En 1960, ce sont ses paysages de Corse que présente la même Galerie Lhomond : « On peut dire que bien peu de pays convenaient mieux au tempérament pictural si riche de Schwarz-Abrys que l'Île de Beauté, écrit Henri Héraut qui précise : il avoue lui-même que tout enfant il rêvait déjà d'y aborder. Avec quelle aisance sa palette aussi a su prodiguer les ors luxuriants sur les rochers, les murs des maisonnettes et a su faire vibrer au paroxysme l'azur des flots et du ciel ». En 1964, il expose des toiles inspirées d'un voyage en Irlande. En 1970 commence pour lui une vie de solitude où l'on ne relève plus d'expositions. Ses dernières réapparitions publiques sont, en 1988, pour dédicacer le livre monographique constitué par son épouse Irène et quelques mécènes continuant de s'intéresser à lui. Il meurt en 1990.
Certains ont dit exagérément que Léon Schwarz-Abrys était un peintre oublié. Plus justement, son nom demeure attaché à l'École de Paris, évoquant toutefois bien plus aujourd'hui le peintre de Ménilmontant, qui en lui « possède son Utrillo », que le peintre des « fous ». Mais, au fait, fou, l'était-il ? Laissons le répondre : « En moi-même, j'admets une certaine fêlure, d'un genre inconnu des psychiatres, quoique, pour faciliter leur tâche, j'en simule une autre, connue d'eux. Raisonnant, "raisonné", j'éviterai le contact des docteurs-techniciens, choquant, perçant la chair et l'os de victimes réduites à l'impuissance ».

## Écrits de Schwarz-Abrys
- Causerie sur la relativité dans l'art, publié sous le nom d'auteur d'Abraham Schwarz-Abrys, Éditions Nelson, Paris, 1948
- L'âne ne monte pas au cerisier. Illustrations de l'auteur, préface de Benjamin Graulle, directeur du Centre psychiatrique Sainte-Anne, Éditions Debresse, 1950[8]
- Gentil chapon touche du bois, roman-fiction, avant-propos de Jean Vinchon, Ghilde des gens de lettres, Paris, 1951. Réédition : préface d'Anouck Cape[3], collection En démence, Éditions Cambourakis, 2008[20],[9]
- Ni chardons ni duvets, Nouvelles Éditions Debresse, 1955

## Expositions

### Expositions personnelles
- Galerie Delpierre, Paris, 1947
- Ménilmontant, Galerie Allard, Paris, février 1948
- Schwarz-Abrys - Peintures récentes : chevaux, Ménilmontant, rêves morbides, Galerie Allard, Paris, 1950
- Schwarz-Abrys, vingt toiles sur la folie, siège de l'hebdomadaire Samedi Soir, 4bis, Rue de Cléry, Paris, mai-juin 1953
- Galerie Alex Cazelle, 93, Faubourg Saint-Honoré, Paris, mai 1955
- Schwarz-Abrys - Peintures récentes, Galerie Lhomond, 4, rue Lhomond, Paris, juin 1958[21],[22]
- Un certain peuple du Panthéon, Galerie Lhomond, Paris, novembre-décembre 1959[16]
- Galerie Lhomond, Paris, 1960[17]
- Schwarz-Abrys, Irlande et autres peintures récentes, Galerie Maubeuge, Paris, mai-juin 1964

### Expositions collectives
- Salon des indépendants, Paris, 1939
- Expositions d'œuvres exécutées par des malades mentaux, Centre hospitalier Sainte-Anne, 1946.
- Première exposition d'art psychopathologique, dans le cadre du premier Congrès mondial de la psychiatrie, Hôpital Sainte-Anne, Paris, 1950[7]

## Réception critique
« Le marchand de Schwarz-Abrys dit que les œuvres de ce peintre intéressent tous les publics "depuis les titis parisiens jusqu'aux propriétaires d'hôtels particuliers à Neuilly". Elles sont en effet frappantes. Le procédé qu'il emploie et qui consiste en une opposition d'un ton très clair (blanc) à des tons foncés (violets et bruns) leur confère un caractère pathétique. Mais le dessin n'a pas ce caractère; et l'on est surpris de ce que l'on pourrait nommer sa sagesse: les oppositions de lignes y sont rares et n'égalent jamais la violence des oppositions de lumière et d'ombre. Mais ce fait est probablement voulu. Car la technique de Schwarz-Abrys, depuis 1952, n'a pas évolué. À son exposition actuelle, comme à celles qu'il fit en 1952 et 1953, figurent des paysages de Ménilmontant: on dit qu'il est le peintre de ce quartier comme Utrillo est celui de Montmartre. »

— Connaissance des arts

« … S'il a changé de sujet, il n'a pas changé de manière de voir pour autant, et que ce soient les épaves, les bêtes, les maisons ou tout son quartier de Ménilmontant où il vit au fond de l'impasse Deschamps, il les traite comme auparavant, comme toujours, comme des visions bien à lui… Et, dans le naufrage actuel de la peinture, Les épaves de Schwarz-Abrys, ballottées par les lames de son couteau saignant de toutes les couleurs et frottées çà et là des feux de Saint-Elme, nous apportent, mieux que des œuvres, des signes. Des signes de salut et d'espérance. Des œuvres inspirées… »

— Anatole Jakovsky

« La vie de Schwarz-Abrys est un étrange roman, où la joie et le malheur de vivre se sont perpétuellement heurtés avec une extrême violence. On ne peut, pour comprendre l'œuvre de ce peintre, faire abstraction de son enfance douloureuse, ni de son adolescence tragique, ni de ces années de lutte obstinée pour dominer son art et pour se dominer lui-même. »

— Jacques Chabannes et Roger Feral

« Des bouquets de fleurs aux tons émaillés sombres, une vision des rues de Paris attristante dans son expressionnisme noir. »

— Gérald Schurr

« Peintre de Ménilmontant, il aime à traduire la vie de ce quartier, à en restituer la poésie et l'animation. Sa vision est souvent tragique, peignant des maisonnettes dans une lumière dramatique… »

— Bénézit

« Toute l'œuvre littéraire de Schwarz-Abrys tourne autour de la problématique de l'autofiction et va de pair avec la constitution d'un secret biographique jamais entièrement dévoilé, celui des raisons de son séjour en hôpital psychiatrique. La virtuosité avec laquelle Scwartz-Abrys maintient l'ambiguïté sur le statut de cet internement montre déjà combien, chez lui, s'élaborait consciemment une posture auctoriale jouant sur un thème propre, à l'époque, à attirer sur lui l'attention des journalistes: la folie. »

— Anouck Cape

## Collections

### Musées et collections publiques
- Musée des beaux-arts de Bordeaux, Rue du Transvaal, Montmartre, huile sur contreplaqué[26]
- Fonds national d'art contemporain, Paris
- Centre national des arts plastiques, Paris
- Ministère de l'Intérieur, Paris
- Préfecture de police de Paris
- Centre hospitalier Sainte-Anne, Paris, La salle des malades femmes, huile sur toile.
- Centre d'Étude de l'Expression du Musée Singer-Polignac, Centre hospitalier Sainte-Anne, Paris, Le réfectoire des malades (hommes), huile sur toile, 1945[27]
- Potteries Museum & Arts Gallery (en), Stoke-on-Trent (Staffordshire), Porte de Montreuil, huile sur toile[28].
- Bolton Library & Museums Services, Bolton (Grand Manchester), Hiver à Paris, huile sur toile[28]
- Musée historique juif, Amsterdam

### Collections privées
- Henri Braun-Adam[29].